# Porto Rico nos Jogos Olímpicos de Verão de 1996
Porto Rico participou dos Jogos Olímpicos de Verão de 1996 em Atlanta, Estados Unidos.